# The Crush of Love
"The Crush of Love" é uma balada instrumental do guitarrista virtuoso estadunidense Joe Satriani, lançada no EP Dreaming #11 de 1988. Apesar de ter sido lançada somente neste EP, Satriani já a tocava em shows, como pode ser percebido no DVD Surfing in San Jose
Além de ter tido um ótimo desempenho na Billboard americana, alcançando a 6a posição, a canção concorreu ao prêmio Grammy, em 1990, na categoria Melhor Performance de Rock Instrumental
Em entrevista dada em 2012, Satriani disse que esta foi a 1a canção que ele gravou usando sua "Black Dog Ibanez Guitar"

## Desempenho nas paradas musicais
| Ano  | Canção              | Ranking                              | Posição |
| ---- | ------------------- | ------------------------------------ | ------- |
| 1988 | "The Crush of Love" | Billboard Hot Mainstream Rock Tracks | #6      |

## Prêmios e Indicações
| Ano  | Prêmio       | Indicação           | Categoria                                            | Resultado | Ref.  |
| ---- | ------------ | ------------------- | ---------------------------------------------------- | --------- | ----- |
| 1990 | Grammy Award | "The Crush of Love" | Grammy Award para Best Rock Instrumental Performance | Indicado  | [ 4 ] |

## Gravações
Abaixo encontra-se a tabela de onde a música é encontrada, e em qual versão.
| Ano  | Versão             | Álbum                                                  | Formato        | Tamanho  |
| ---- | ------------------ | ------------------------------------------------------ | -------------- | -------- |
| 1988 | Estúdio            | Dreaming No. 11                                        | EP             | 4:20 min |
| 1993 | Videoclipe         | The Satch Tapes                                        | VHS/DVD (2003) |          |
| 1993 | Estúdio            | The Beautiful Guitar                                   | CD             | 4:20 min |
| 1993 | Ao vivo            | Time Machine                                           | CD             | 5:40 min |
| 2001 | Ao Vivo            | Live in San Francisco                                  | CD/DVD         | 5:04 min |
| 2003 | Estúdio            | The Electric Joe Satriani: An Anthology                | CD             | 4:21 min |
| 2004 | Ao Vivo            | G3: Rockin' in the Free World                          | CD/DVD         | 4:16 min |
| 2014 | Estúdio (remixada) | Additional Creations And Bonus Tracks                  | CD             | 4:20 min |
| 2015 | Ao Vivo            | Surfing in San Jose - The Classic 1988 Radio Broadcast | CD             | 3:04 min |